# Tornmyrtjärnen, Lappland
Tornmyrtjärnen är en sjö i Lycksele kommun i Lappland och ingår i Umeälvens huvudavrinningsområde.